# Reny Ribera
Reny Ribera Vaca (Santa Cruz de la Sierra, 30 gennaio 1974) è un ex calciatore boliviano, di ruolo difensore.

## Biografia
Nato da Juan Ribera e Arminda Vaca, la sua famiglia ha avuto, oltre a lui, altri quattro figli: Juan Carlos, Marisol, Richard e Yamile; si è sposato con Mónica Otermín, che gli ha dato due figli, Reny Raúl e Cristian Gabriel.

## Caratteristiche tecniche
Giocava come difensore laterale destro; abile tecnicamente, aveva una discreta resistenza fisica che gli permetteva di partecipare in egual misura alle fasi difensiva e offensiva. Era solito effettuare dei cross una volta avanzato sulla trequarti avversaria; nonostante la bassa statura, era anche un buon colpitore di testa.

## Carriera

### Club
Cresciuto nell'Academia Tahuichi, nelle cui file era entrato nel 1991, Ribera ebbe la prima occasione nel calcio professionistico a ventuno anni, nel 1995: l'Academia lo inviò in prestito al Bolívar di La Paz, squadra campione in carica nel torneo nazionale. Nella compagine allenata da Reinaldo Merlo ebbe l'occasione di scendere in campo per due volte. Passò poi al Blooming, con la cui maglia vinse la seconda divisione. Sotto la guida di Carlos Aragonés divenne ben presto titolare, partecipando peraltro alla duplice vittoria in campionato nel biennio 1998-1999. Nel 1998 giocò da titolare in entrambe le partite della finale; nella seconda stagione contribuì attivamente alla vittoria del titolo, segnando una rete il 15 dicembre 1999 all'Estadio Hernando Siles contro il The Strongest. Giocò poi sotto Mario Kempes e Ovidio Messa, restando al Blooming fino al campionato 2002. Fu poi inviato in prestito al The Strongest: con la divisa giallo-nera giocò 16 incontri, vincendo entrambe le fasi del torneo nazionale 2003. Tornato al Blooming, giocò un'ultima stagione (2004) da titolare, prima che il tecnico Víctor Antelo lo escludesse gradualmente dalla prima squadra; Ribera passò poi al Real Potosí, con cui disputo 5 partite nella Liga del Fútbol Profesional Boliviano 2005.

### Nazionale
Con la Nazionale boliviana Under-20 partecipò al Campionato sudamericano di calcio Under-20 1992, tenutosi in Colombia, nella città di Medellín.
Debuttò in Nazionale maggiore il 20 giugno 1999, in occasione dell'incontro amichevole di Santiago del Cile con il Cile. Nello stesso anno venne incluso nella lista per la Copa América. In tale competizione, gioca due incontri da titolare: contro Paraguay (29 giugno) e Perù (2 luglio). Partecipò alla FIFA Confederations Cup 1999, giocando contro l'Egitto il 25 luglio; fu incluso dalla FIFA nella selezione dei migliori del torneo, posizionandolo quale primo sostituto nel ruolo di difensore laterale. Giocò anche in alcune gare valide per le qualificazioni a Corea del Sud-Giappone 2002.

## Palmarès

### Club

#### Competizioni nazionali
- Copa Simón Bolívar: 1

Blooming: 1996
- Campionato boliviano: 4

Blooming: 1998, 1999
The Strongest: Apertura 2003, Clausura 2003